# Odinia peleterii
Odinia peleterii är en tvåvingeart som först beskrevs av Robineau-desvoidy 1830.  Odinia peleterii ingår i släktet Odinia, ordningen tvåvingar, klassen egentliga insekter, fylumet leddjur och riket djur.
Artens utbredningsområde är Frankrike. Inga underarter finns listade i Catalogue of Life.